# J-kurva
J-kurvan används inom flera olika fält för att visa på en rad orelaterade J-formade diagram där en kurva till en början faller, för att sedermera stiga till högre än startpunkten.
- J-kurva (nationalekonomi) - visar hur ett lands handelsbalans påverkas av en devalvering eller avskrivning av en valuta
- J-kurva (politik) visar korrelationen mellan stabilitet och öppenhet rörande nationers uppgång och fall
- J-kurva (medicin)
- J-kurva (statsvetenskap)
- J-kurva (biologi)